# Antonius van Paduakerk (Nazareth, Maastricht)
De Antonius van Paduakerk was een rooms-katholiek kerkgebouw in de buurt Nazareth in de Nederlandse stad Maastricht. De kerk werd gebouwd in de periode 1959-'61 en was als parochiekerk in gebruik door de parochie van de H. Antonius van Padua. In 2007 werd de kerk door het bisdom Roermond buiten gebruik gesteld. In 2011 werd de kerk gesloopt, waarbij de klokkentoren en de voormalige doopkapel bewaard bleven.

## Geschiedenis
De buurt Nazareth is in 1952-53 in één keer gerealiseerd. In 1952 vestigden zich de franciscanen er. In het midden van de woonwijk was de Antonius van Paduakerk gepland. Pater Armandus Pex kreeg de opdracht de kerk en een klooster te realiseren. Hiervoor zamelde hij overal geld in. Op 10 oktober 1953 werd een noodkerk in gebruik genomen. Deze kon gebouwd worden dankzij gratis afgestaan materiaal van de Staatsmijnen en de ENCI. Het ontwerp was van architect Hubert van Groenendael. Het was een simpel rechthoekig gebouw met een zadeldak. In de 21e eeuw doet deze noodkerk dienst als buurthuis.
De bouw van de definitieve kerk startte op 22 september 1959. De kerk was eveneens ontworpen door Van Groenendael. Op 7 maart 1960 legde bisschop Moors van Roermond de eerste steen. Deken P.J.M. Jenneskens zegende de kerk op 25 maart 1961 in. Bisschop Moors consacreerde de kerk op 5 juni 1961. Pater Armandus Pex werd in 1970 opgevolgd door een andere franciscaan, pater Anastasius Rozenstraten.
Rond 2006 werden de parochies van Limmel en Nazareth samengevoegd. Per 1 december 2008 is pastoor Piet Backus van de parochie van Itteren en Borgharen aangesteld tot waarnemend pastoor (administrator) voor de parochie van Nazareth-Limmel. In december 2007 werd door het bisdom Roermond de kerk buiten gebruik gesteld. Het kruis dat op de campanile stond, is toen verwijderd. De luidklok ging naar de kathedraal van Bali.
Op 15 februari 2009 werd de kerk overgedragen aan de woningcorporatie Woonpunt. In 2011 werd de kerk, op de doopkapel en de klokkentoren na, afgebroken. Woonpunt bouwde iets ten oosten van de gesloopte kerk een gebouw met seniorenappartementen. Het terrein van de kerk werd heringericht als plein met de toren en kapel als vrijstaande elementen.

## Beschrijving

### Exterieur
De Antonius van Paduakerk was een rechthoekige hallenkerk en noordwest-zuidoost georiënteerd. Het betonskelet was in het zicht gelaten en was opgevuld met prefab betonnen gevelplaten met vensteropeningen en bakstenen. De vensteropeningen waren schijnbaar willekeurig geplaatst. De kerk had een plat dak, bekleed met dakleer van bitumen.
Midden in de westgevel bevond zich in een risaliet de hoofdingang met dubbele deuren en twee lagere zijingangen. Boven de deuren was tussen het betonnen frame een baksteenreliëf geplaatst met een voorstelling van Antonius van Padua, die met opgeheven handen preekt voor de vissen. Het reliëf was een ontwerp van Jérôme Goffin uit 1961. Het risaliet werd geflankeerd door twee rechthoekige raampartijen, gevuld met een maaswerk van betonnen vierkanten en rechthoeken, waarin Glas in betonramen waren geplaatst, eveneens ontworpen door Jérôme Goffin. Deze constructiewijze werd toegepast bij alle ramen in de kerk en de doopkapel.
De buitenzijde van het oostkoor had evenals de westgevel een risaliet. Deze was versierd met kruisjes en vogels in baksteenreliëf. Aan de noordzijde bevond zich een vensterloze zijbeuk, die tevens zorgde voor de verbinding met de doopkapel, de sacristie en de pastorie.

### Interieur
De kerk verwierf in 1970 een tweemanuaals kerkorgel, in 1868 gebouwd door Pereboom & Leijser uit Maastricht voor de Derde Minderbroederskerk ("Paterskerk") in die stad. Het orgel werd na de kerksluiting verkocht aan de Grote Kerk van Sittard. Een beeld van Sint-Antonius van de Maastrichtse beeldhouwer Charles Vos was eveneens uit de in 1971 gesloopte Paterskerk afkomstig. Het sacramentsaltaar en andere interieuronderdelen werd overgebracht naar de Johannes de Doperkerk in Limmel in dezelfde parochie.

### Campanile en baptisterium
Bij de sloop in 2011 zijn twee bouwdelen bewaard gebleven, die thans vrijstaande elementen op het heringerichte plein vormen. De campanile (vrijstaande klokkentoren), die vroeger met een korte gang met de kerk verbonden was, stond aan de noordwestzijde van de gesloopte kerk. Het opengewerkte bouwwerk van beton vormt nog steeds een markant herkenningspunt in de wijk Nazareth. Het zeshoekige baptisterium (vrijstaande doopkapel) dat vroeger middels een gangetje aansloot op de noordelijke zijbeuk van de kerk, doet thans dienst als devotiekapel voor de wijk. De glas-in-betonramen van Jérôme Goffin zijn in 2011-'12 gerestaureerd. In het interieur kan een kaars worden opgestoken bij een beeld van Antonius van Padua en Onze Lieve Vrouw van Lourdes. De klokkentoren en de doopkapel zijn gemeentelijke monumenten.

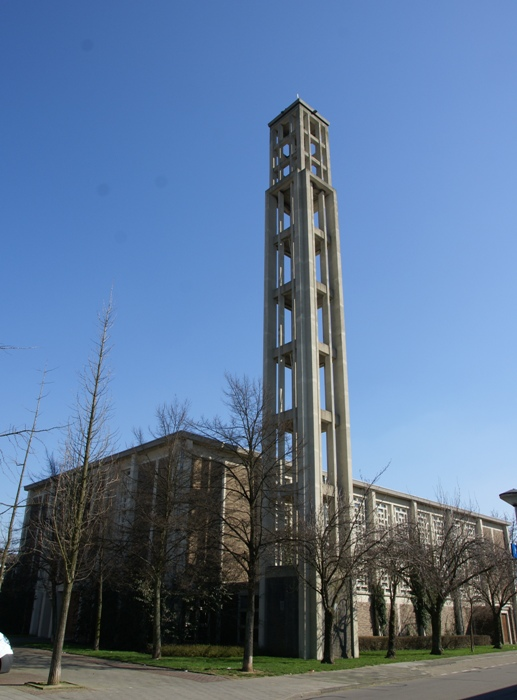
De Antonius van Paduakerk vlak voor de sloop
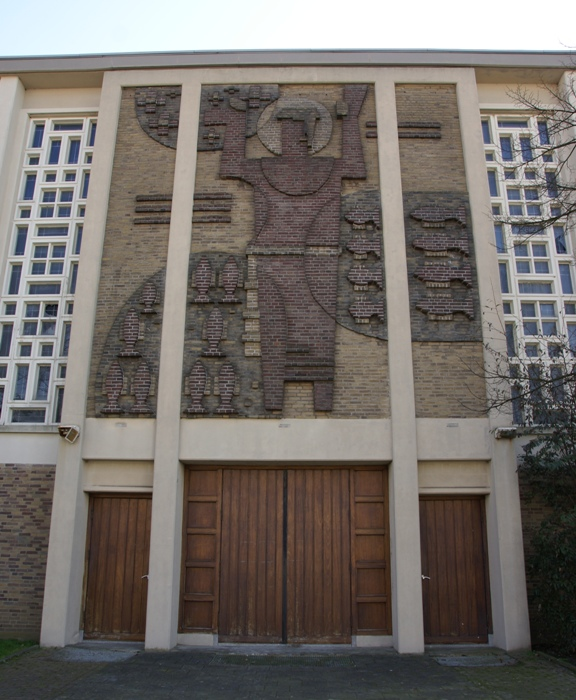
Voorgevel met reliëf uit 1961 van Jérôme Goffin
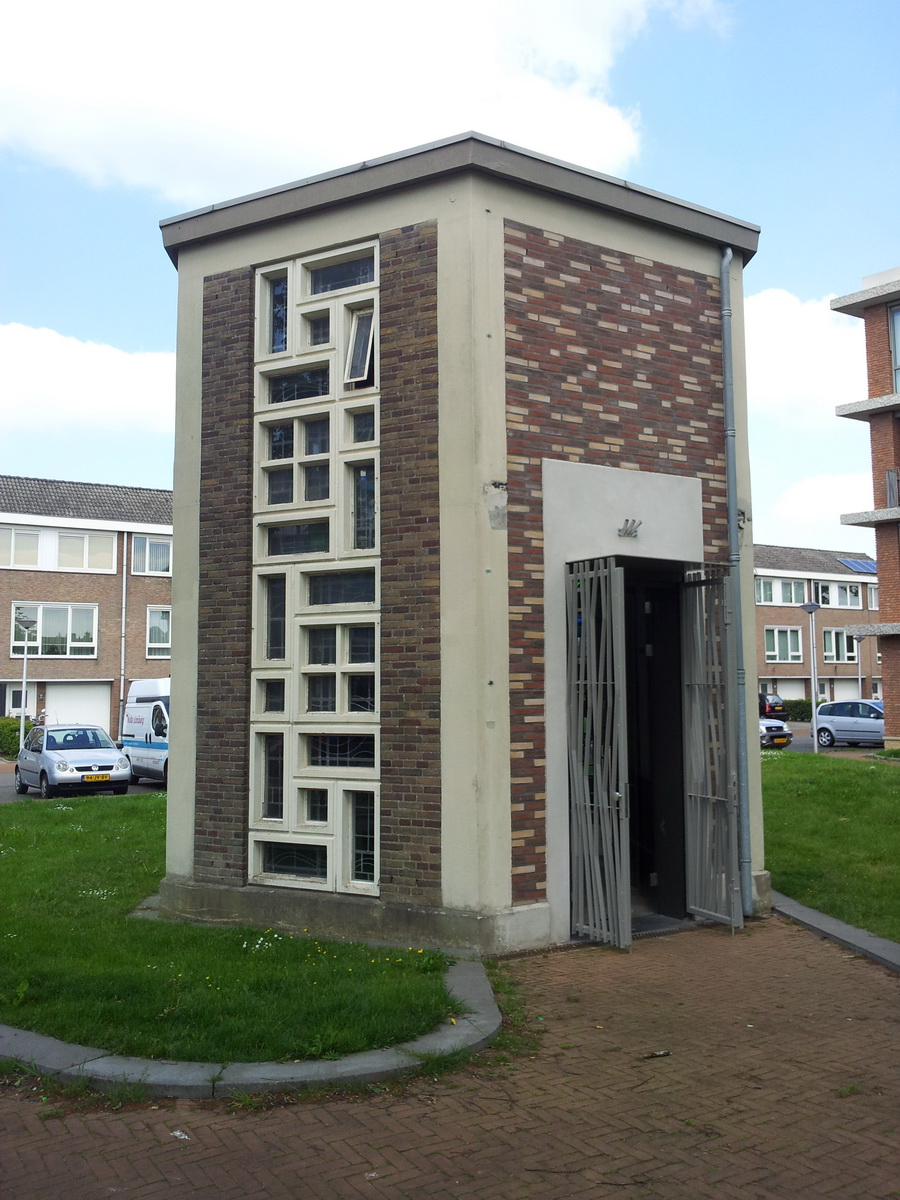
Gerestaureerd baptisterium, thans devotiekapel
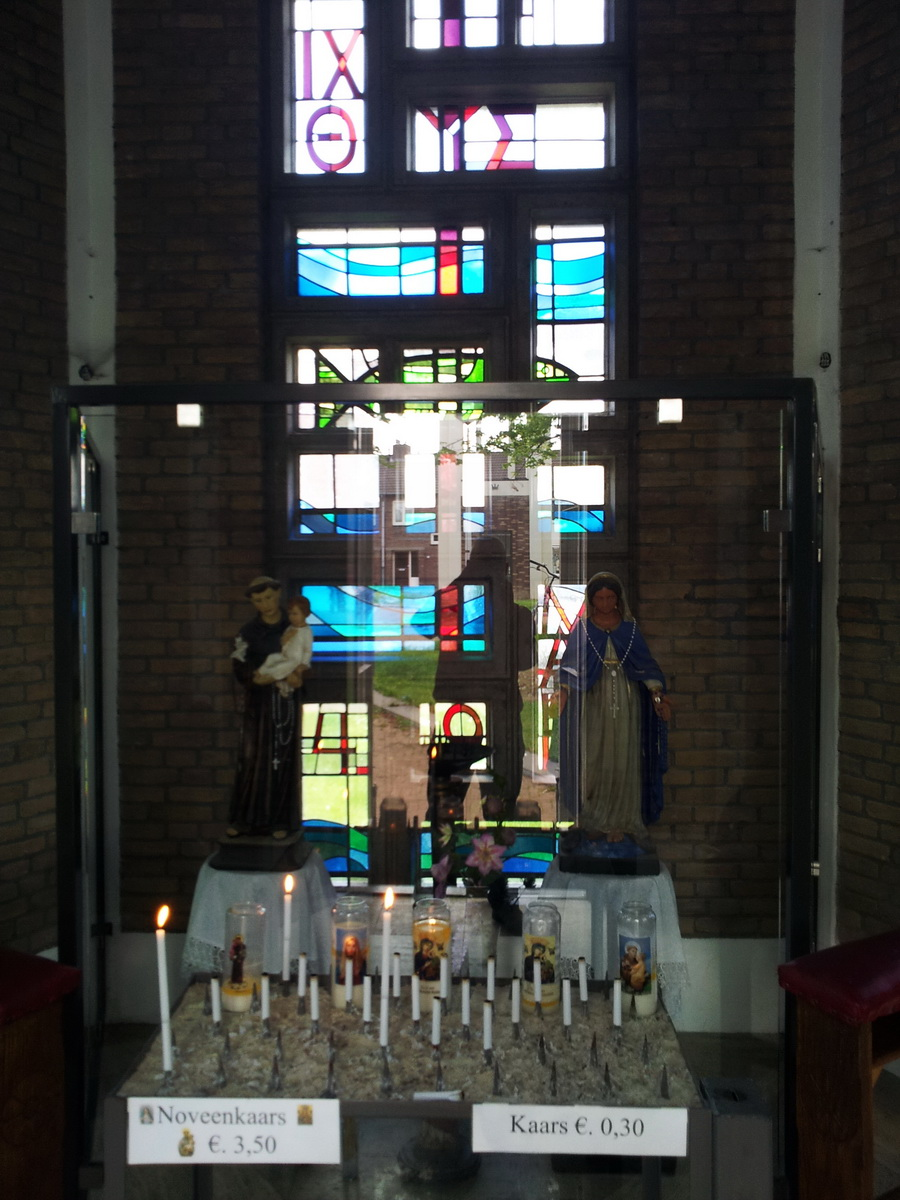
Interieur kapel met glas-in-betonraam van Jérôme Goffin